# Басурін Едуард Олександрович
Едуа́рд Олекса́ндрович Басу́рін (нар. 27 червня 1966, Донецьк, Українська РСР, СРСР) — український колабораціоніст з Росією, військовий злочинець, військовий та політичний діяч, "спікер" терористичної організації ДНР, «заступник командувача» корпусу міноборони «республіки» з 2015 року. Називає себе полковником «збройних сил» свого терористичного угруповання. Полковник ДНР. 

## Життєпис
Народився 27 червня 1966 року в Донецьку. Після школи 1983 року вступив в Донецьке військово-політичне училище, яке закінчив у червні 1987 року. Служив у Радянській (пізніше — Російській) армії у місті Кунгур до 1997 року, після чого повернувся до Донецька.
1997—2002 — директор фірми з виробництва п/е плівки ВТ.
2006—2010 — працював у фірмі з виробництва ПВХ-продукції, з нанесенням лакофарбових матеріалів на дану продукцію.
Діяльність в терористичній організації «ДНР» почав в липні 2014 року, назвавши себе «замполітом» незаконного угруповання «Кальміус». Восени 2014 року став одним з координаторів захоплення Донецька сепаратистами.
Пізніше — «заступник командувача» «міноборони» ДНР з роботи з особовим складом. З січня 2015 року неофіційний прес-секретар хунти, розказує на прес-конференціях про хід боїв терористів ДНР.
16 лютого 2015 року — включений в санкційні списки ЄС під номером 137.
Військовий кореспондент Сладков 18.02.2023 розповів, що Басуріна звільнили з посади речника військового командування ДНР.

## Санкції
Едуард Басурін активно підтримував та впроваджував дії та політику, які підривають територіальну цілісність, суверенітет та незалежність України, є підсанкційною особою дуже великої кількості країн.
18 червня 2021 року доданий до санкційного списку України.